# Tenisová sezóna Novaka Djokoviće 2011
Tenisová sezóna Novaka Djokoviće 2011 je považována za jednu z nejlepších v historii mužského tenisu. Neporažen zůstal od ledna až do květnového semifinále French Open, když předtím vyhrál 43 utkání v řadě.
Během celého roku získal deset singlových titulů, z toho tři Grand Slamy. Na Masters Series 1000 vyhrál v rámci jedné sezóny nejvíce titulů vůbec, když triumfoval v Indian Wells, Miami a Canada Masters na tvrdém povrchu a v Madridu a Římě na antuce. Přestože ke konci roku snížil četnost zápasů a procentuální úspěšnost výher–proher, tak celkově prohrál jen šestkrát, zatímco v sedmdesáti případech odešel jako vítěz. Rafaela Nadala porazil ve všech šesti finálových utkáních.
Světovou jedničkou se poprvé stal 4. července, aniž by tuto pozici po zbývající část roku opustil. Vytvořil také rekord ATP World Tour v nejvyšším výdělku hráče za jednu sezónu, když si na prémiích připsal 12,6 miliónu dolarů.

## Detailní výsledky

### Tvrdý povrch

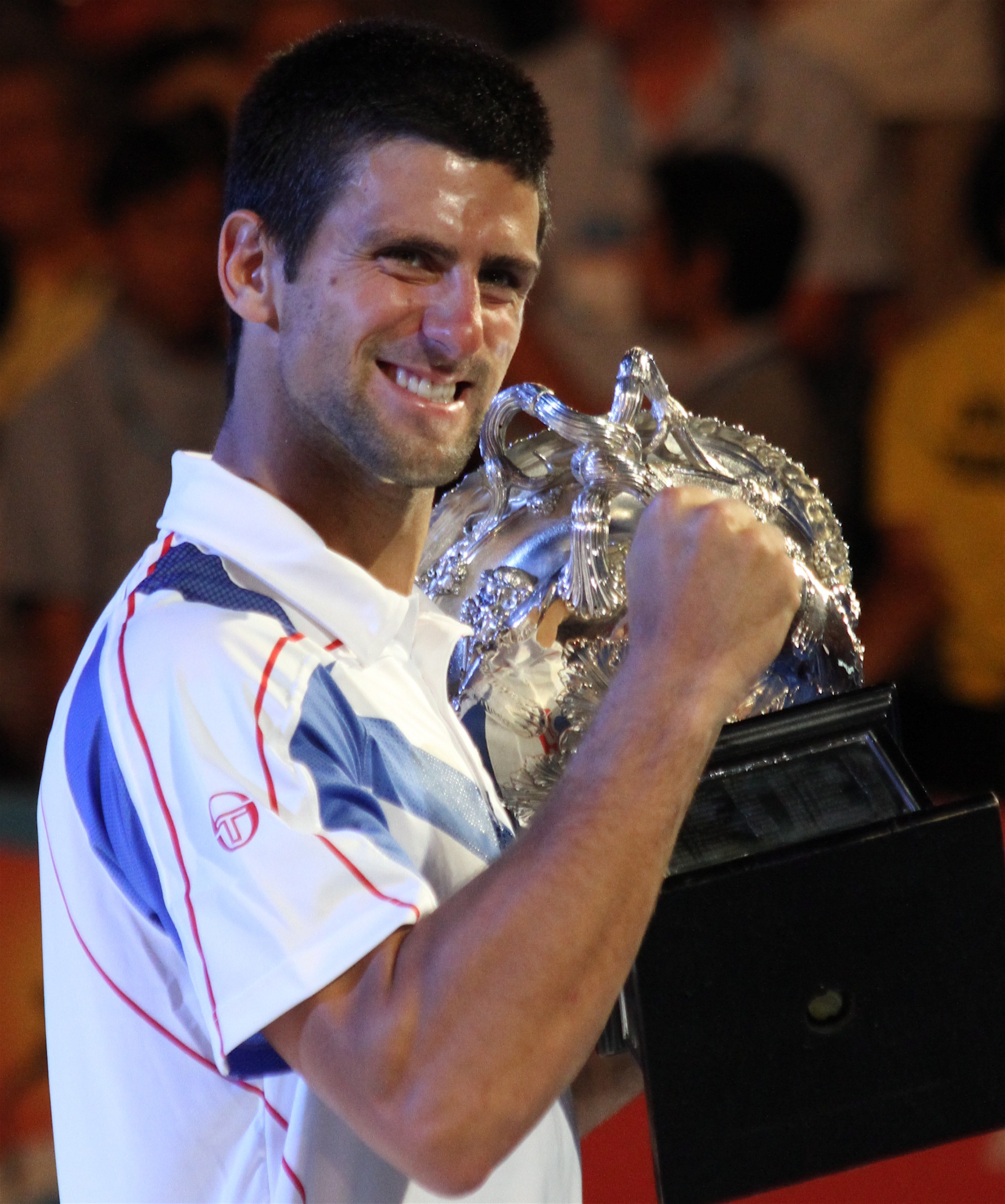
Djoković s pohárem Normana Brookese pro vítěze dvouhry Australian Open

#### Hopman Cup
Společně s bývalou světovou jedničkou, Anou Ivanovićovou, se představili na 23. ročníku Hopman Cupu. V prvním utkání se trápil s Kazachem Golubjevem, dokonce prohrál první set, nakonec ale nepřipustil překvapení a vyhrál, což potvrdil vítěznou čtyřhrou právě proti Golubjevovi a Švedovové. Srbské duo neprohrálo ani proti Austrálii, Lleyton Hewitt a Alicia Moliková uhráli proti Srbům jediný set, a to ve smíšené čtyřhře, kterou stejně vyhrál srbský výběr poměrem 10-8 v super tiebreaku. Ve třetím utkání si poradil s Rubenem Bemelmansem, přesto Srbové celkově prohráli, když Justine Heninová porazila Ivanovićovou a s Bemelmansem pak vyhráli třísetový mix. I tak si zajistili místo ve finále, ale kvůli natažení břišního svalstva Ivanovićové museli před finálovým duelem s USA odstoupit.

#### Australian Open
Ve druhé polovině ledna startoval z pozice třetího nasazeného na Australian Open. Přestože nepatřil mezi hlavní favority, v úvodním zápase zničil Marcela Granollerse, jediný set ztratil ve druhém kole s Chorvatem Ivanem Dodigem, ve třetím kole mu vzdal krajan Viktor Troicki, aby v osmifinále ztratil jenom sedm her se Španělem Almagrem. Ve čtvrtfinále pak hladce přešel přes Tomáše Berdycha, v semifinále ho nezastavil ani čtyřnásobný vítěz Australian Open a druhý hráč světa Roger Federer, kterého zdolal 3–0 na sety a postoupil do finále.

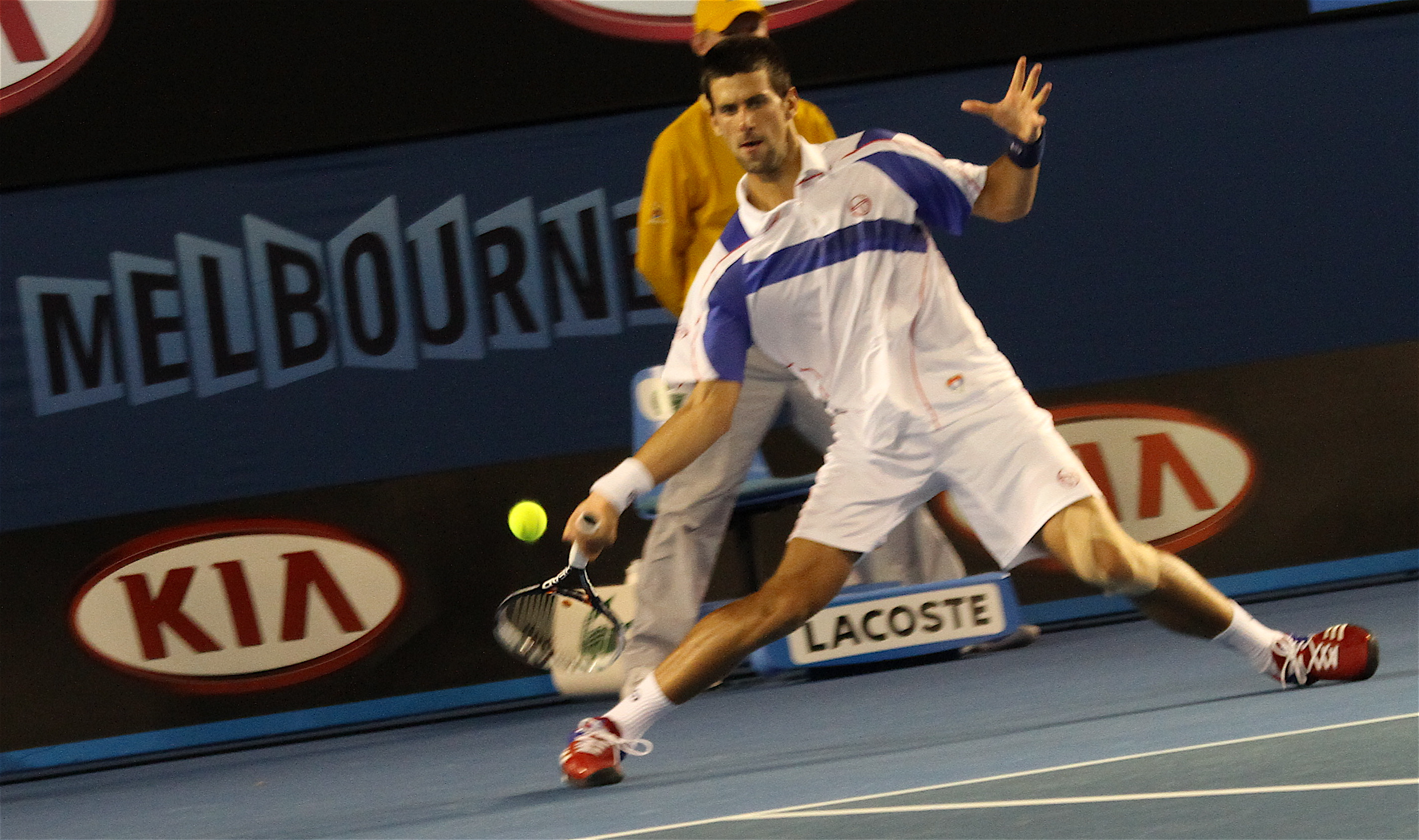
Djokovićův forhend na Australian Open

V boji o titul narazil na pátého nasazeného Andyho Murrayho, kterého dostal pod tlak hned ve druhé hře, když Brit o podání bojoval 14 minut. V prvních devíti gamech však nedošlo ke ztracenému podání, ale za stavu 5-4 vyhrál Srb výměnu dlouhou 39 úderů, která mu získala setbol, který Djoković proměnil a připsal úvodní sadu poměrem 6–4 za 59 minut. Ve druhém setu se rychle ujal vedení 5-0 a set vyhrál i přes ztrátu dalších dvou gamům 6–2. Na začátku třetího dějství se Brit na chvíli dostal do vedení o break, ale výborně returnující Srb získal ztracené podání zpět a od stavu 3-3 už loňskému finalistovi nepovolil ani set. Po dvou hodinách a čtyřiceti minutách hry zaznamenal druhý triumf na Australian Open a v žebříčku ATP se výrazně přiblížil k Federerovi.

#### Rotterdam
Vítěz Australian Open měl být nejvýše nasazeným tenistou na turnaj v Rotterdamu, ale ještě před začátkem turnaje se Srb kvůli bolavému ramenu odhlásil.

#### Dubaj
Srb se tak soutěžně na kurty vrátil až koncem února na Dubai Tennis Championships. Jako druhý nasazený tenista porazil Francouze Llondru, pak zvládl třísetový zápas se španělským tenistou Felicianem Lópezem a dvousetový zápas s Florianem Mayerem z Německa. V semifinále ztratil tiebreak prvního setu s českým tenistou Tomášem Berdychem, ale druhou a hlavně třetí sadu pro skreči Berdycha získal třetí hráč světa. Ve finále mezi dvěma nejvýše nasazenými hráči turnaje porazil Rogera Federera. Švýcar ve třetí hře neudržel servis a výhodu breaku pak Srb proměnil ziskem setu 6–3. Přestože ve druhém dějství prolomil jako první podání Federer, výhodu neudržel a prohrál i další set poměrem 6–3. Djoković tak dovršil hattrick - získal třetí titul z tohoto turnaje v řadě, když zde triumfoval i v letech 2009 a 2010.

#### BNP Paribas Open
V první polovině třetího měsíce sezóny se Srb představil na úvodní turnaji kategorie Masters 1000, a to na BNP Paribas Open. Do soutěže vstoupil jako třetí nasazený. Díky tomu nemusel hrát první kolo, ve druhém kole proti němu uhrál jenom čtyři hry Andrej Golubjev, ve třetí a čtvrté fázi turnaje deklasoval Ernestse Gulbise a Viktora Troického, když oběma povolil jen jednu jedinou hru a šest her proti němu uhrál osmnáctý tenista turnaje Richard Gasquet. V semifinále se potřetí v sezóně utkal s Rogerem Federerem, tentokrát ale v přímém boji o druhé místo žebříčku ATP.První set ovládl Srb poměrem 6-3, druhý ale stejným poměrem získal švýcarský tenista. Rozhodující sadu ale ovládl jasně Djoković, když povolil Federerovi jenom dvě hry. Ve finále se v první vzájemném zápase sezóny utkal s úřadující světovou jedničku Rafaelem Nadalem, který v prvním dějství získal sadu díky dvěma proměněným breakům. Ve druhém setu musel Srb za stavu 5–3 projít pěti shodami, než se mu podařilo získat celý set. V rozhodujícím dějství dominoval Djoković, když ztratil pouze dva gamy. Srb tak získal třetí titul ze tří turnajových startů v roce. V novém vydání žebříčku ATP se srbský tenista vrátil na své dosavadní maximum - 2. místo. Na vedoucího tenistu tabulky ale ztrácel téměř čtyři tisíce bodů.

#### Miami Masters
V druhé polovině března zavítal na Miami Masters. Jako druhý nasazený hráč turnaje zničil za 48 minut Denise Istomina a za 52 minut pak také Jamese Blakea. Ve čtvrtém kole na jeho raketě opět zůstal další Srb Viktor Troicki a ve čtvrtfinále překvapení turnaje, Jihoafričan Kevin Anderson. V semifinále se utkal s Američanem Mardym Fishem, kterého porazil posedmé ze sedmi vzájemných zápasů. Ve finále se proti němu opět postavil Rafael Nadal. Španěl dokázal vyhrát první sadu, ve druhém dějství ale Srb zlepšil hru a vynutil si rozhodující set. Ten musel rozhodnout až tiebreak, který pro sebe nakonec získal Djoković a za tři a půl hodiny se mohl radovat z druhého titulu z Miami Masters.

### Antuka

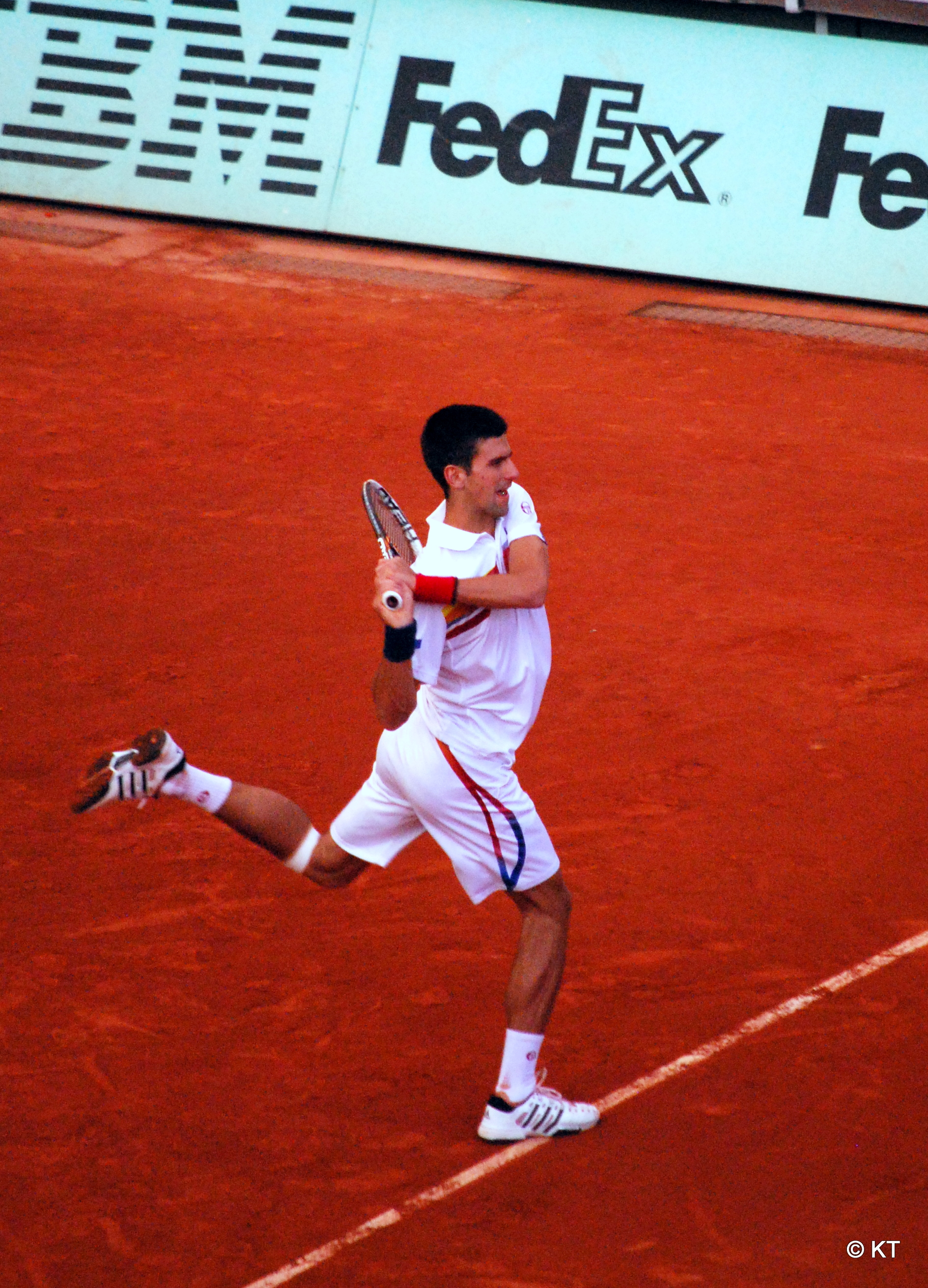
Bekhend proti del Potrovi

#### Monte Carlo Rolex Masters
Srbský tenista byl začátkem dubna kvůli zranění kolena donucen se odhlásit z třetího turnaje kategorie Masters 1000, a to Monte-Carlo Rolex Masters.

#### Serbia Open
Do domácího Bělehradu na Serbia Open přijel jako nejvýše nasazený hráč turnaje. V první zápase sice dvakrát přišel s Adrianem Ungurem o podání, nepřipustil překvapení a vyhrál za 68 minut se ztrátou jenom pěti her. Pět her ztratil taky ve čtvrtfinálovém zápase se Slovincem Blažem Kavčičem. Do finále postoupil bez boje, když k semifinálovému zápasu proti němu nenastoupil sedmý nasazený a další Srb Janko Tipsarević. Ve finále na něj čekal ŠpanělFeliciano López. První sada dospěla do zkrácené hry, kterou si Srb opět připsal po výsledku 7:4. Ve druhém setu měl již utkání pod kontrolou, když ztratil pouhé dva gamy a získal pátý titul v roce.

#### Mutua Madrid Open
Druhým antukovým podnikem se pro něj stal Mutua Madrileña Madrid Open, kam vstoupil jako druhý nasazený hráč. Kevin Anderson a Guillermo García-López mu dohromady vzali jenom deset gamů. Ve čtvrtfinále se trochu trápil s šestým nasazeným Španělem Davidem Ferrerem, který mu dokonce vzal set. V semifinále na něj nestačil Thomaz Bellucci, který mu také dokázal vzít první set, Srb ale pak ztratil jenom 2 hry a postoupil do finále. V boji o titul střetl s Nadalem. V úvodní sadě se mu zpočátku podařilo prolomit dva servisy, které znamenaly vedení 4–0, ale Španěl se vrátil do zápasu, když srovnal na 5–5. Srba to však nezlomilo a při poslední šanci vzít soupeřovo podání, byl úspěšný a sadu vyhrál 7–5. V první hře druhého setu pak ztratil servis, ale dokázal jej opět získat a další break navíc mu přinesl zisk turnajového titulu.

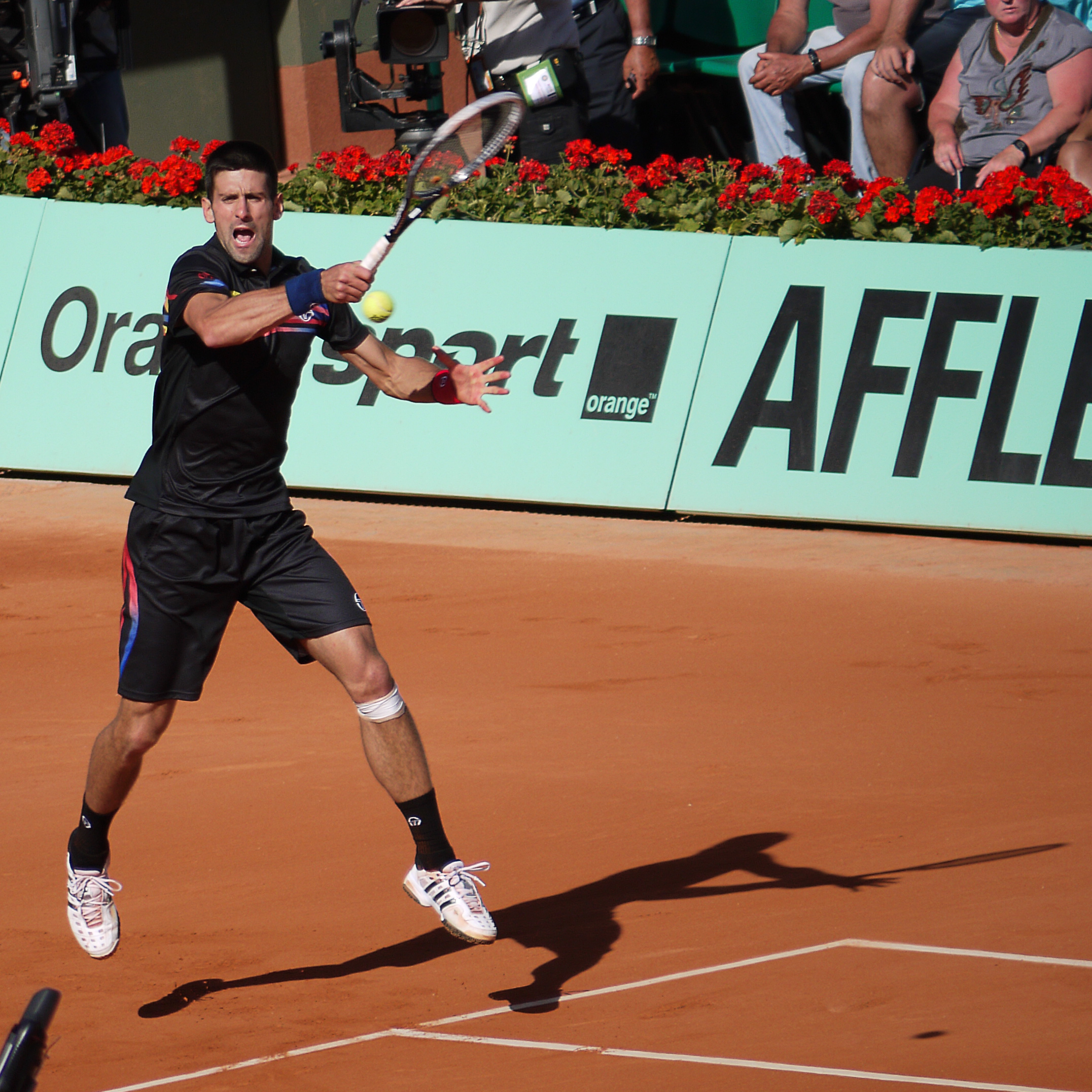
Djoković bojuje na French Open 2011

#### Rome Masters
Na římském Mezinárodním mistrovství Itálie postupně na jeho raketě zůstali Polák Łukasz Kubot, Švýcar Stanislas Wawrinka a Švéd Robin Söderling,aby mezi posledními čtyřmi hráči narazil na Andyho Murrayho. Zápas dospěl do třetího setu, ve kterém Brit servíroval za stavu 5–4 na vítězství v utkání, ale rozhodující podání ztratil a musel rozhodnout tiebreak, v němž triumfoval Djoković. Ve finále se počtvrté v sezóně potkal s Rafaelem Nadalem a počtvrté vyhrál, přestože v osmé hře prvního dějství ztratil výhodu prolomeného podání, ale v dalším gamu se mu ihned podařilo získat výhodu dvou her, a poté i celý set. Druhé dějství bylo vyrovnanou bitvou, v němž Španěl odvrátil tři mečboly, ale na čtvrtý již nestačil a Srbovi podlehl. Titul zajistil mu jako prvnímu hráči start na závěrečném Turnaji mistrů a to za nejkratší období v historii závěrečné události.

#### French Open
Následně se přesunul do Paříže na grandslamové French Open. Srb zde útočil na pozici světové jedničky, stačilo mu postoupit do finále, nebo Rafael Nadal nesměl obhájit titul. V prvním kole ztratil jenom šest her s de Bakkerem, kvůli bolavé noze mu vzdal zápas druhého kola Victor Hănescu, ve šlágru třetího kola porazil ve dvou dnech Juana Martína del Potra, který se vrace po zranění. Zastavit ho nedokázal ani Francouz Richard Gasquet a bolavá noha nedovolila nastoupit do čtvrtfinálého Fabiu Fogninimu a Srb tak postoupil bez boje do semifinále a jedna výhra ho dělila od postupu do čela žebříčku ATP. V semifinále mu ale Roger Federer uštědřil první prohru v roce. V úvodní sadě nedošlo k prolomení žádného podání. Poté, co ve zkrácené hře zasáhl Srbův forehand síť za stavu 5:6, získal Švýcar první set. Ve druhé fázi švýcarský tenista využil časný brejkbol a kontroloval svůj servis do výhry 6–3. Až ve třetím setu dal o sobě Srb vědět, když si jej připsal také v poměru 6–3. Poslední čtvrtá sada dospěla do druhého tiebreaku utkání poté, co v deváté hře Djoković prolomil podání a servíroval na vítězství. Federer mu však ztrátu hry vzápětí oplatil. Tiebreak zakončil Švýcar esem a proměněným čtvrtým mečbolem zápas vyhrál. Ukončil tak Djokovićovu sérii 43 výher v řadě – byl také poslední kdo jej v sezóně 2010 naposledy porazil –, a zmařil tak jeho šance na zisk čistého Grand Slamu. Rafael Nadal také obhájením titulu udržel první místo žebříčku ATP, i když rozdíl mezi ním a Srbem byl pouhých 45 bodů.

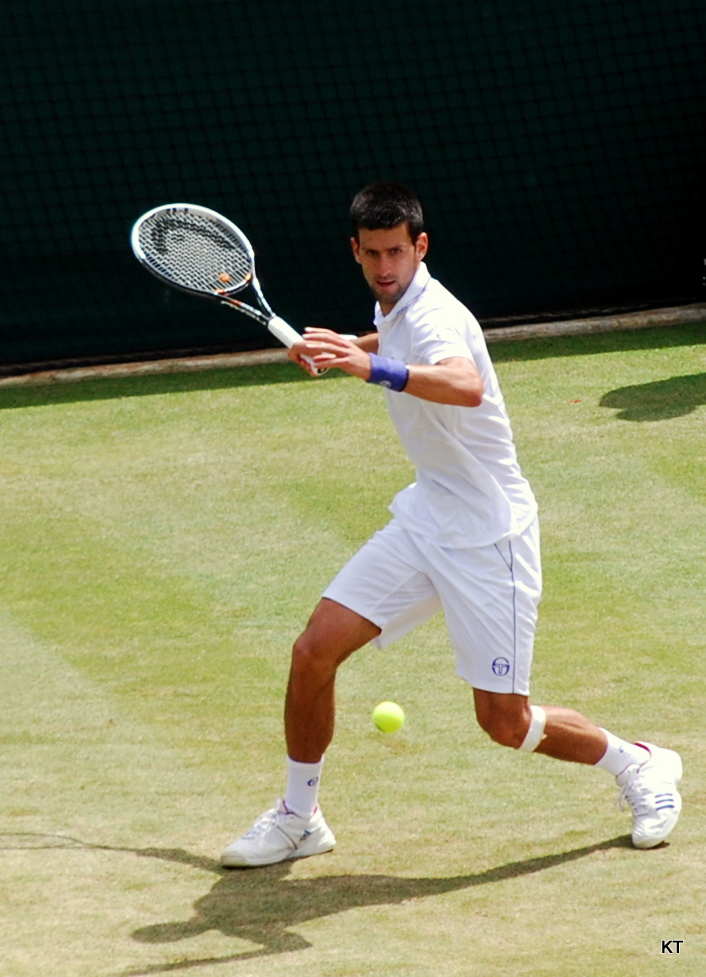
Ve čtvrtfinále Wimbledonu

### Tráva

#### AEGON Championships
Aby si před Wimbledonem odpočinul, odhlásil se z přípravného turnaje travnatého grandslamu, AEGON Championships. Prý ho také pobolívalo kolena.

#### Wimbledon
Na třetí grandslam sezóny, slavný Wimbledon, se Srb dostal jako druhý nasazený a favorit. V úvodním zápase se proti němu postavil Jérémy Chardy, který s ním držel krok jenom do stavu 4-4 v prvním setu, pak už vyhrál Djoković čtrnáct her z šestnácti. Třetí kolo si zajistil jednoznačnou výhrou nad Kevinem Andersonem. V boji o osmifinále ztratil set s Baghdatisem, výhru si ale ujít nenechal. Jeho další soupeř, Michaël Llodra, proti němu dokázal uhrát jen po třech gamech ve všech setech. 

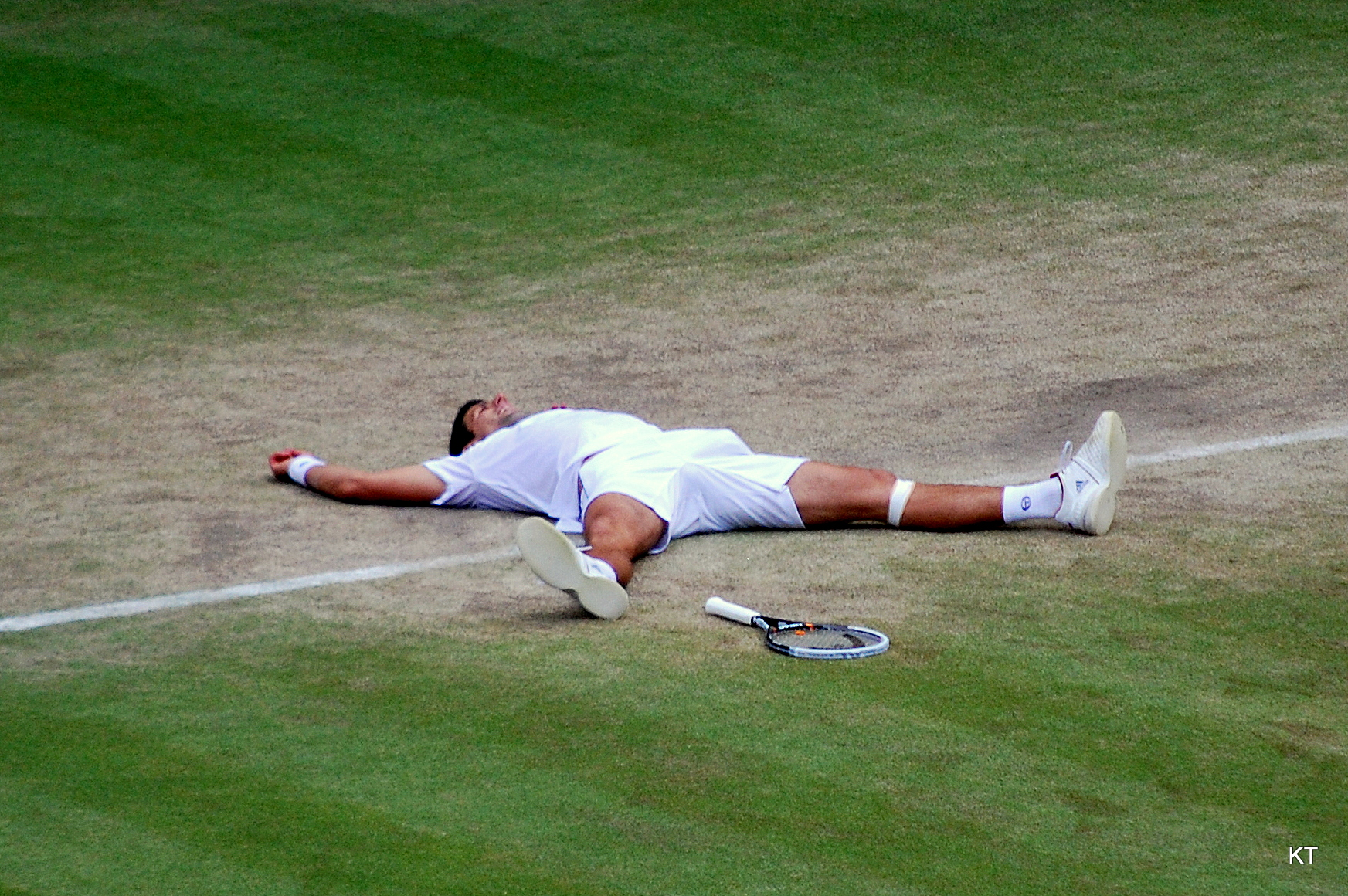
Oslava postupu do finále Wimbledonu

Jeho další soupeř a nejpřekvapivější čtvrtfinalista turnaje, Australan Bernard Tomic, ho dokázal potrápit, když mu sebral jeden set. Kvalifikant ale na Srba nestačil.
V semifinále střetl s Francouzem Jo-Wilfriedem Tsongou, přemožitelem Federera . Zápas zahájil prohraným podáním. Ztrátu si vzal zpět v desáté hře a sadu dokázal vyhrát v tiebreaku. Získal také druhé dějství zápasu. Třetí set probíhal „stylem nahoru-dolů“ s několika breaky a skončil Francouzovou výhrou ve zkrácené hře. Následovala poslední čtvrtá sada, kterou Srb zvládl. Výhra v utkání mu poprvé v kariéře zajistila do čela světového žebříčku ATP před Nadala.
Ve wimbledonském finále se střetl s Rafaelem Nadalem. V prvním setu získal break, jenž si podržel do konečného výsledku 6–4. Druhá a třetí sada měly jednoznačný průběh s výsledky 6–1 vždy pro jednoho z obou soupeřů. Ve čtvrtém setu si pak Srb vytvořil rozhodující náskok 4–1, který už nepustil a zajistil si tak premiérový titul z nejslavnějšího turnaje světa.

### Tvrdý povrch - US Open Series

#### Rogers Cup
Při návratu na americký tvrdý povrch se v rámci přípravy na US Open startoval na Canada Masters, poprvé startoval na turnaji jako světová jednička. Hned svůj první zápas na této pozici nezačal nejlépe, s Nikolajem Davyděnkem prohrála v první sadě 1-4, Rusa ale nakonec porazil ve dvou setech. Jubilejní 50. výhru sezóny si připsal v zápase třetího, kdy na něj nestačil Marin Čilić. Ve čtvrtfinále deklasoval turnajovou pětku Gaëla Monfilse, povolil mu uhrát jenom tři hry. V semifinále proti němu kvůli zranění ruky nedohrál zápas Jo-Wilfried Tsonga a Srb se tak opět dostal do finále srpnového proti Američanu Mardy Fishovi. Dobrý start se dvěma breaky znamenal snadný zisk prvního dějství v poměru 6–2. V páté hře druhého setu Srb ztratil servis a následně celou sadu 3–6. V rozhodující fázi utkání šel Djoković podávat za stavu ;5–4 na vítězství v zápasu a poté, co proměnil čtvrtý mečbol mohl slavit devátý titul sezóny, a to bez prohry ve finále. Pátým titulem z turnajů Masters v jediném roce také vytvořil nové maximum mužského okruhu. Srb tak na turnaji získal titul hned při prvním startu v roli světové jedničky. To se naposledy povedlo Petu Samprasovi v roce 1993.

#### Cincinnati Masters

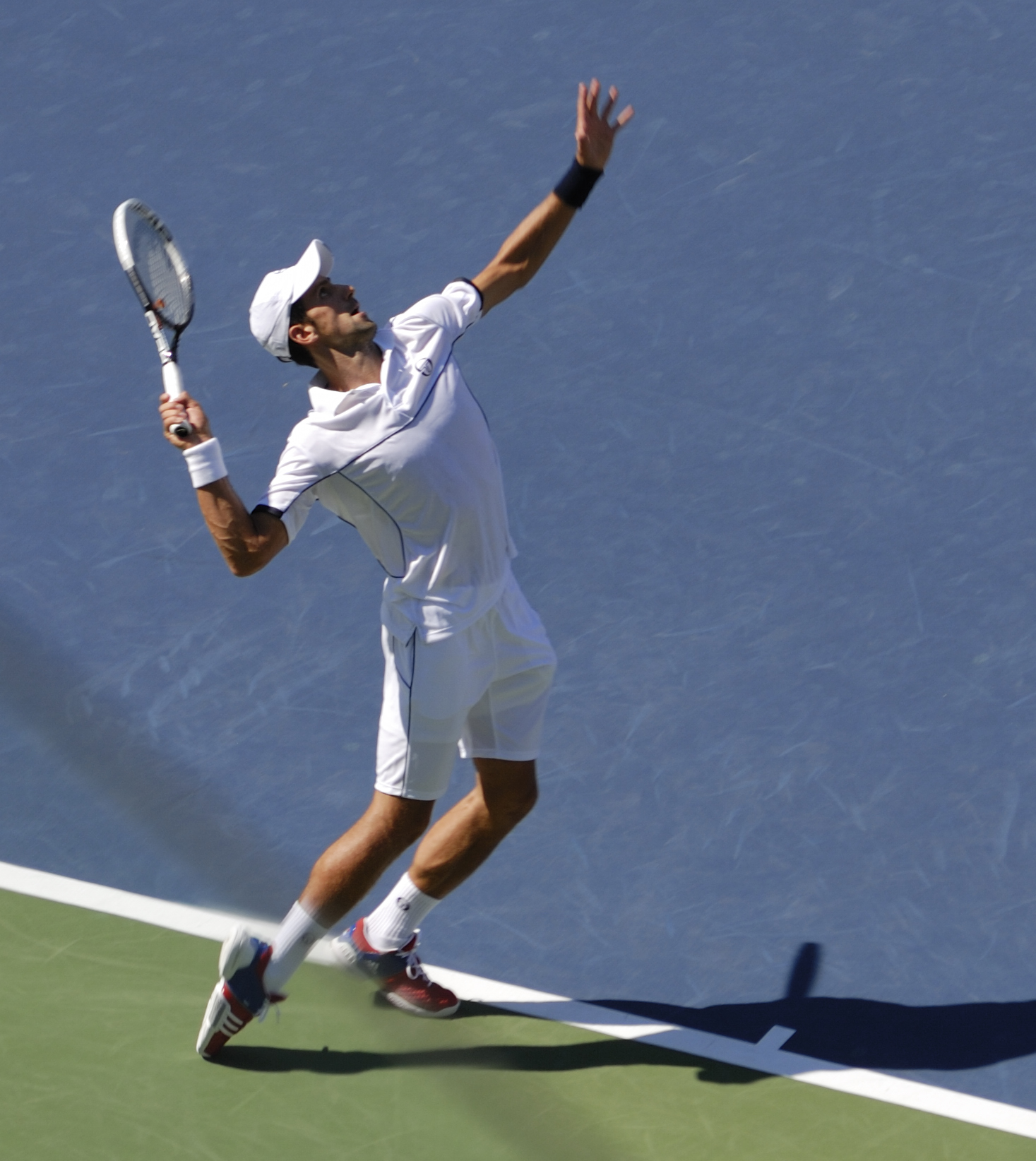
Servis na US Open

Další velkým podnikem se pro Srba stal turnaj v Cincinnati, kam opět vstupoval jako turnajová a světová jednička. Americká divoká karta Ryan Harrison ani český kvalifikant Radek Štěpánek nedokázali Srbovi sebrat více než tři hry za jeden set. Po týdnu se ve čtvrtfinále utkal s Gaëlem Monfilsem. První set vyválčil francouzský tenista, další dva už ale získala světová jednička. V semifinále ho čekal český tenista Tomáš Berdych, který ve čtvrtfinále porazil Federera. Čecha ale zradilo zdraví, a tak musel po prohraném první setu utkání skrečovat kvůli bolesti pravého ramene. Finálová účast ale znamenala jeho první sezónní prohru v boji o titul. Přemožitelem se stal Brit Andy Murray, jenž v sedmé hře úvodní sady prolomil Srbovo podání a výhodu využil k zisku setu. Poté, co si Brit vypracoval náskok 3–0 ve druhém dějství, Djoković utkání skrečoval pro poranění ramene.

#### US Open
Na grandslamovém US Open byl poprvé v kariéře na grandslamu nasazený jako číslo jedna a byl označován jako největší favorit. Jeho prvním soupeřem se stal Ir Conor Niland, který za 44 minut zápas vzdal, když uhrál jenom jednu hru z dvanácti. Jeho další soupeř, Carlos Berlocq, od Srba schytal dva „kanáry“, něž konečně uhrál ve třetím setu dvě hry, zápas ale na svoji stranu nezvrátil. Ve třetím kole se utkal s Rusem Nikalojem Dacyděnkem, kterého porazil ve třech setech a vyhrál tak 60. zápas v sezóně.
V semifinále narazil na Federera. Švýcar již vedl 2–0 na sety. Srb se ale nevzdal a vyhrál další dva a muselo rozhodnout páté dějství. V něm si v osmé hře Djoković prohrál servis a Švýcar šel podávat na výhru v utkání. Nedokázal však proměnit dva mečboly a podání nakonec také ztratil. Při dalším servisu opět selhal a Djoković zvítězil 7–5.
Ve třetím grandslamovém finále sezóny se utkal s druhým hráčem žebříčku Nadalem. Španěl v prvních dvou setech prohospodařil dobrý vstup a vedení 2–0 na gamy, když oba z nich prohrál. Ve dvanácté hře třetí sady šel Srb podávat na celkovou výhru, ale soupeřovi se podařilo hrozbu konce odvrátit prolomením servisu. Zkrácená hra vyzněla pro Nadala v poměru 7:3 a rozhodla až čtvrtá sada, v jejímž úvodu si Djoković vyžádal lékařské ošetření. Navzdory tomu již na dvorci dominoval a jednoznačným výsledkem 6–1 získal první titul z Flushing Meadows a třetí grandslam sezóny.

### Závěr sezóny

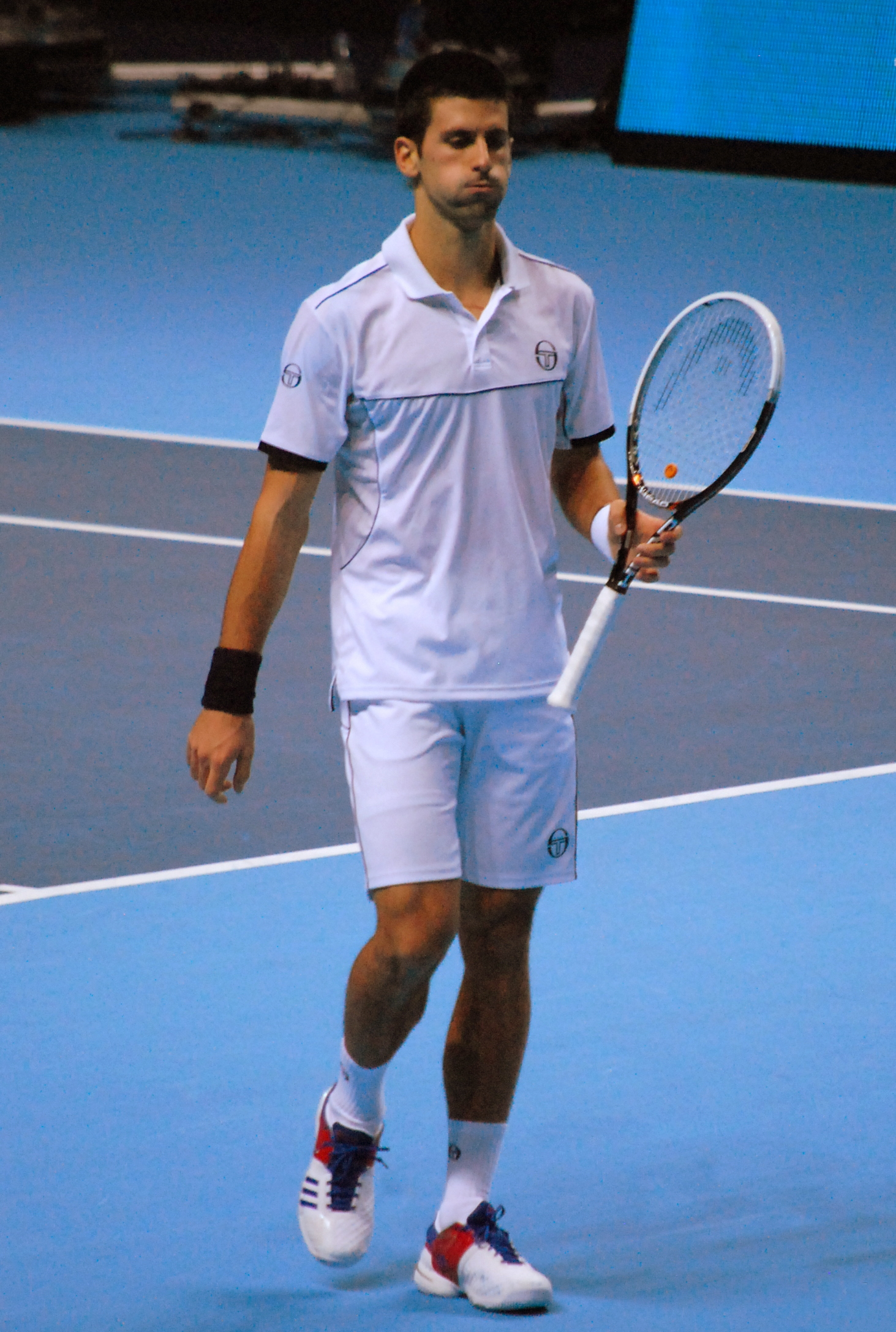
Na turnaji mistrů

#### Swiss Indoors
V říjnovém semifinále basilejského Swiss Indoors nestačil na Japonce Kei Nišikoriho. Porážka představovala teprve čtvrtý prohraný zápas v sezóně.

#### BNP Paribas Masters
V listopadu odstoupil před čtvrtfinále halového Paris Masters, které měl odehrát s Jo-Wilfriedem Tsongou.

#### ATP World Tour Finals
Popáté v řadě se probojoval na Turnaj mistrů a poprvé v pozici světové jedničky. Zařazen byl do skupiny A spolu s Berdychem, Ferrerem a Murrayem. Nejdříve porazil Berdycha, poté prohrál s Ferrerem a nakonec podlehl také krajanu Jankovi Tipsarevićovi, jenž do turnaje zasáhl jako náhradník za zraněného Murrayho. S poměrem utkání 1–2 se nekvalifikoval do semifinálové fáze.

### Davisův pohár
V zářijovém semifinále Světové skupiny Davisova poháru proti Argentině vynechal úvodní páteční dvouhru a nastoupil až do čtvrtého utkání proti Juanu Martínovi del Potrovi. V něm poté,
co první sadu prohrál, skrečoval ve druhém dějství pro zranění. Srbsko tak bylo ze soutěže vyřazeno.

## Odezva
Časopis Tennis Magazine zařadil Djokovićovu sezónu na třetí místo v otevřené éře tenisu, za sezóny 2006 Rogera Federera a 1969 Roda Lavera. Američan Pete Sampras vzdal Srbovi poklonu prohlášením, že se jednalo o nejlepší sezónu, jakou kdy viděl a dodal, že také představuje „jeden z největších výkonů celého sportu“. Obdobně se vyjádřil Boris Becker, když řekl, že „to byl jeden z nejlepších roků v historii tenisu“. Rafael Nadal, jenž se Srbem prohrál šest finále v řadě na třech površích dodal, že Djokovićův tenis byl „asi nejvyšší úrovní tenisu, jakou jsem viděl“.